# 캐서린 맥키나

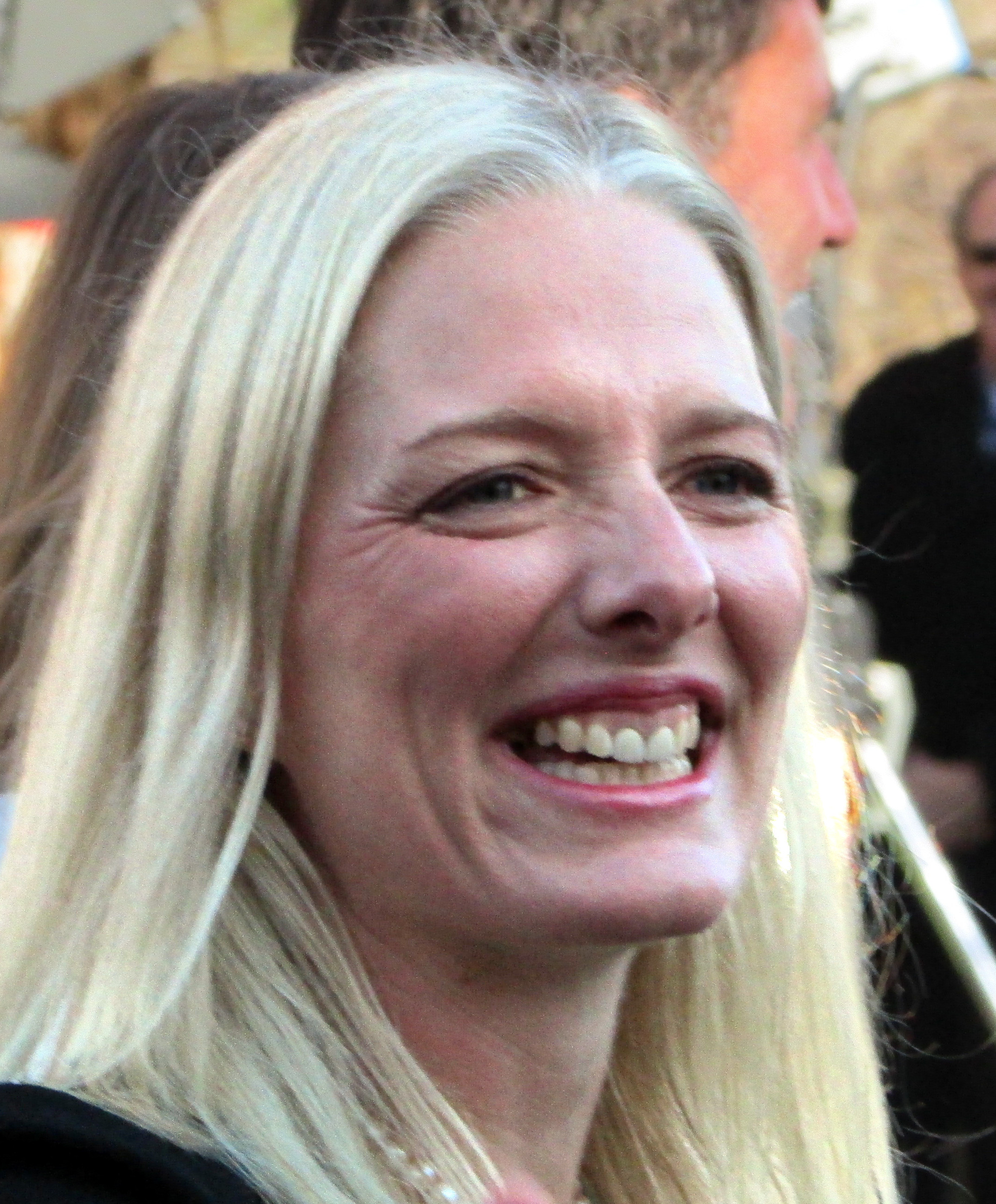

캐서린 맥키나(영어: Catherine McKenna, 1971년 8월 5일 ~)는 캐나다의 정치인으로, 2015년 11월 4일부터 2019년 11월 20일까지 인프라 및 커뮤니티부 장관을 지냈고, 2019년 11월 20일부터 환경부 장관을 역임하고 있다. 런던정치경제대학교와 맥길 대학교에서 수학하였다.